# KD Hang Tuah
Pour les autres navires du même nom, voir HMS Mermaid.
Le KD Hang Tuah (76) était une frégate exploitée par la marine royale malaisienne depuis 1977. Elle a été construite au Royaume-Uni, à l'origine pour la marine du Ghana sous le nom de Black Star, mais a été lancée et achevée en tant qu'entreprise privée, avant d'être achetée par la Royal Navy en 1972. Elle a servi pendant cinq ans en tant que HMS Mermaid (F76) avant d'être achetée par la Malaisie, où elle a remplacé une autre ex-frégate britannique également appelée Hang Tuah. Elle est devenue un navire-école en 1992 et a été réaménagé pour remplacer les armes et les machines obsolètes. Retirée en 2018 elle est désormais un navire musée  exposée à la base navale de Lumut.

## Historique
Cette frégate était un navire unique, construit à l'origine pour le Ghana, nommé Black Star pour servir de navire amiral de la marine ghanéenne ainsi que de yacht présidentiel de Kwame Nkrumah, le président du Ghana. Construite par Yarrow Shipbuilders sur la rivière Clyde en Écosse, la nouvelle frégate était toujours sur la cale, quand en février 1966, un coup d'État militaire au Ghana renversa le président Nkrumah. Le nouveau gouvernement a annulé la commande en raison du coût excessif d'environ 5 millions de livres sterling. Yarrow a décidé que le meilleur cours était d'achever le navire dans l'espoir qu'il pourrait être vendu à une autre marine et a été lancée sans aucune cérémonie en décembre 1966.
La frégate a été achevée en juin 1968 et est restée au mouillage pendant plusieurs années en attendant un acheteur. En 1971, le gouvernement conservateur nouvellement élu a décidé qu'en achetant le navire pour la Royal Navy, il pourrait fournir une subvention indirecte à un constructeur naval essentiel. En conséquence, en avril 1972, elle a été transférée au HMNB Portsmouth, puis au Chatham Dockyard pour être réaménagée pour l'amener aux normes opérationnelles. 

## Service de la Royal Navy
Elle a été commissionnée le 16 mai 1973 dans la Royal Navy en tant que HMS Mermaid (F76) et  a été envoyée en Extrême-Orient où elle était basée à Singapour. Son armement léger et ses équipements de capteurs minimaux la rendaient impropre à un rôle dans l'environnement européen, mais pourraient fournir une présence utile en Extrême-Orient, assumant ce que l'on appelle maintenant des rôles de diplomatie de défense. Elle a parfois remplacé le HMS Chichester (la garde de Hong Kong) et s'est tenue à la fin de la guerre du Vietnam au cas où des ressortissants britanniques devaient être évacués de Saïgon.
De retour au Royaume-Uni en 1976, elle a été déployée pour protéger les chalutiers britanniques au large de l'Islande pendant la troisième guerre de morue. Après un précédent incident de pilonnage avec la canonnière islandaise ICGV Óðinn le 12 mars, elle a subi de lourds dommages par collision le 6 mai lors de manœuvres agressives avec le patrouilleur ICGV Baldur. Au cours d'un exercice de l'OTAN le 20 septembre 1976, elle a été impliquée dans une collision avec le dragueur de mines HMS Fittleton (en) qui a entraîné le naufrage du Fittleton et la mort de 12 membres, principalement des membres de la Royal Naval Reserve. 
La dernière tâche de Mermaid avant d'être payée était de mener des essais sur un système d'indication de cible en mouvement qui permettait au radar de détecter les cibles se déplaçant contre le brouillage généré par la surface de la mer. Sa carrière de seulement cinq ans dans la Royal Navy s'est terminée au début de 1977, mais elle était le dernier navire de guerre britannique à exploiter des canons jumeaux de 4 pouces, qui étaient en service depuis plus de trente ans.

## Service de la marine royale malaisienne
En avril 1977, elle a été transférée à la Marine royale malaisienne et nommée Hang Tuah après un guerrier malaccan légendaire du XVe siècle. Elle a remplacé un autre ancien Hang Tuah (ex-HMS Loch Insh), une frégate de classe Loch. Bien que Mermaid ait pris le nom de son prédécesseur, la marine malaisienne a conservé le fanion britannique numéro F76. Pendant un certain nombre d'années, elle a été le navire amiral de la marine royale malaisienne après avoir rejoint le KD Rahmat en tant que deux atouts majeurs de la marine royale malaisienne.
Hang Tuah est devenu un navire-école en 1992. Entre 1995 et 1997, le navire a fait l'objet d'un important réaménagement, avec deux nouveaux moteurs diesel et un nouvel armement. En avril 2017, Hang Tuah était l'un des navires de la marine malaisienne qui ont été ouverts au public lors de l'événement "Armada 2017"  à la base navale de Lumut, où elle a célébré son 40e anniversaire. Hang Tuah a été retiré en 2018 pour devenir un navire musée .